# Kerem Shalom grænseovergang
Kerem Shalom-grænseovergangen (hebraisk: מעבר כרם שלום, (engelsk) "Vineyard of Peace"; arabisk: معبر كرم أبو سالم, Karem Abu Salem; (dansk) 'Vingård af fred' ) er en grænseovergang ved trelandsgrænsen mellem Gaza, Israel og Egypten. Når overgangen er i brug, bruges den af lastbiler, der transporterer varer fra Israel eller Egypten til Gaza.